# 清武温泉
清武温泉（きよたけおんせん）は、宮崎県宮崎市清武町にある温泉。

## 泉質
- 温泉：ナトリウム - 炭酸水素塩泉
- 冷泉：カルシウム･マグネシウム - 炭酸水素塩泉

### 効能
- 神経痛、筋肉痛、関節痛、五十肩、運動麻痺、関節のこわばり、うちみ、くじき、慢性消化器病、痔疾、冷え性、病後回復期、疲労回復、健康増進、きりきず、やけど、慢性皮膚病、糖尿病、痛風、肝臓病

## アクセス
- 鉄道：日豊本線・清武駅から車で約5分。
- 自動車：東九州自動車道･清武南ICから車で約2分。宮崎空港から国道269号を経由で約20分。
- バス：宮崎交通バス･上丸目行き今泉神社前バス停より徒歩5分。

## 周辺情報
- 清武総合支所（旧清武町役場）
- 宮崎大学医学部附属病院（清武キャンパス）
- 宮崎大学（木花キャンパス）
- 宮崎市清武総合運動公園SOKKENスタジアム - オリックス・バファローズキャンプ地